# 青龙街道 (眉山市)
青龙街道，原为青龙镇，是中华人民共和国四川省眉山市彭山区下辖的一个乡镇级行政单位。2019年12月，撤镇设街道。

## 行政区划
青龙街道下辖以下地区：
龙都社区、先锋村、莲池村、永远村、泗河村、同乐村、古佛村、桂林村和狮子村。